# الانتخابات الرئاسية البولندية 2010
الانتخابات الرئاسية البولندية هي الانتخابات الرئاسية التي عقدت في 20 جوان و4 جويلية 2010. بعد الجولة الثانية، تفوق الليبرالي المحافظ برونيسواف كوموروفسكي (المنتدى المدني) على المرشح الاجتماعي المحافظ ياروسلاف كاتشينسكي (حزب العدالة والقانون البولندي)، الشقيق التوأم للرئيس السابق، ب 53.01٪ من الأصوات. تسلم برونيسواف كوموروفسكي مهام منصبه رسميًا في 6 أوت 2010.